# Chính sách thị thực của Palau
Tất cả du khách tới Cộng hòa Palau phải có hộ chiếu (có hiệu lực ít nhất 6 tháng) và bằng chứng sẽ rời khỏi đây.
Palau ký thỏa thuận miễn thị thực song phương với Liên minh Châu Âu vào ngày 7 tháng 12 năm 2015. Thỏa thuận này cho phép công dân tất cả các nước liên quan tới Hiệp ước Schengen ở lại tối đa 90 ngày trong mỗi chu kỳ 180 ngày.

## Bản đồ chính sách thị thực

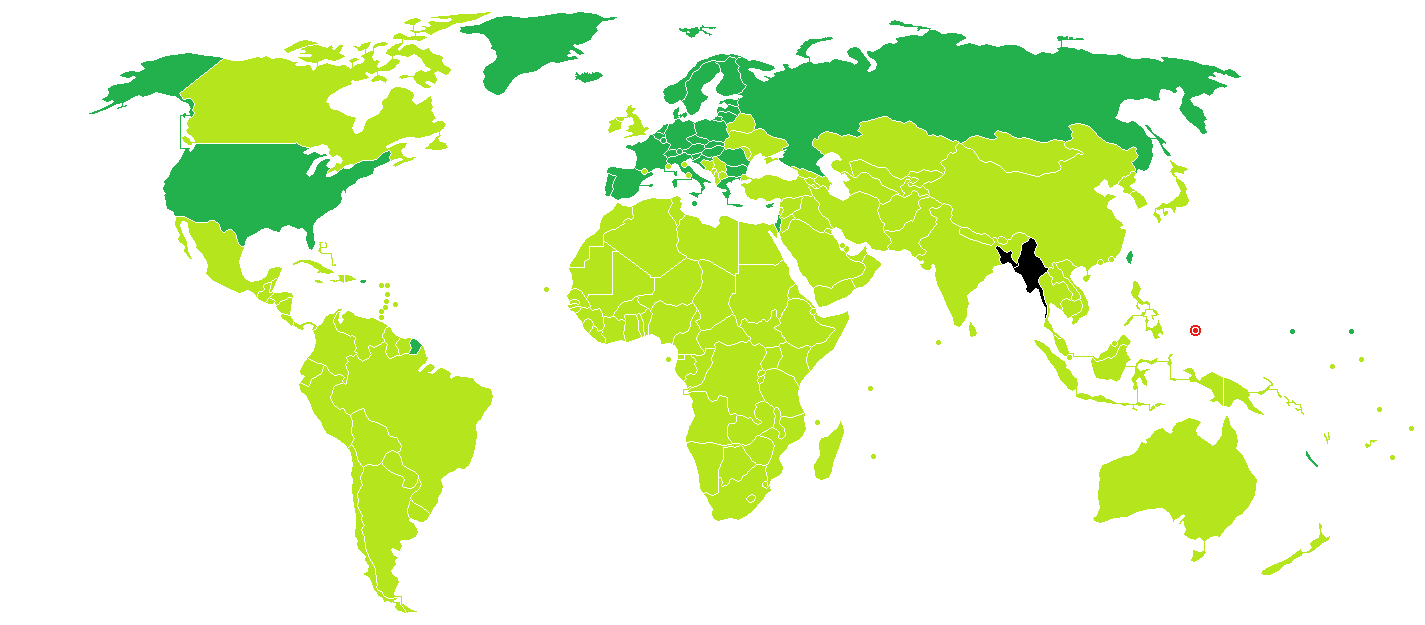
Chính sách thị thực Palau
Palau
Miễn phí
Thị thực tại cửa khẩu
Cần xin thị thực

## Miễn thị thực
Công dân của các quốc gia sau có thể đến Palau mà không cần thị thực lên đến 1 năm (trừ khi được chú thích):
| - Tất cả quốc gia Khối Schengen (90 ngày) - Israel (90 ngày) - Quần đảo Marshall - Micronesia - Hoa Kỳ |

## Thị thực tại cửa khẩu
Công dân của hầu hết các quốc gia đều có thể xin thị thực tại cửa khẩu. Thị thực này có hiệu lực 30 ngày và có thể trả phí để gia hạn 2 lần. Để xin thị thực tại cửa khẩu tất cả du khách phải có bằng chứng mang đủ tiền (200 đô la Mỹ một tuần).

## Xin thị thực từ trước
Công dân các quốc gia sau cần xin thị thực từ trước:
| - Bangladesh - Myanmar |

## Thuế xuất cảnh
Tất cả hành khách đều phải trả thuế xuất cảnh và thuế xanh khi rời khỏi đây.